# Kerpert
Kerpert (tiếng Breton: Kerbêr) là một xã của tỉnh Côtes-d’Armor, thuộc vùng Bretagne, tây bắc Pháp.

## Dân số
Người dân ở Kerpert được gọi làKerpertois.